# William H. Baily
William Hellier Baily (Bristol, 7 juli 1819 - Dublin, 6 augustus 1888) was een Brits paleontoloog. Zijn oom was E.H. Baily, een beeldhouwer.
Van 1837 tot 1844 was hij assistent-conservator in het Bristol Museum, een functie die hij opgaf om zich bij de staf van de British Geological Survey in Londen aan te sluiten. In 1854 werd hij assistent-natuuronderzoeker, onder Edward Forbes en daarna onder Huxley. In 1857 werd hij overgeplaatst naar de Ierse afdeling van de Geological Survey als waarnemend paleontoloog en hij behield deze functie tot het einde van zijn leven.
Hij was de auteur van vele artikelen over paleontologische onderwerpen en van aantekeningen over fossielen in de verklarende memoires van de Geological Survey of Ireland. Hij publiceerde (1867-1875) een nuttig werk getiteld Figures of Characteristic British Fossils, with Descriptive Remarks, waarvan alleen het eerste deel over soorten uit het Paleozoïcum werd uitgegeven. De figuren zijn allemaal door hemzelf op steen getekend, als lithografie. Hij overleed in Rathmines in de buurt van Dublin op 6 augustus 1888 op 69-jarige leeftijd.